# 杉重彦
杉 重彦（すぎ しげひこ、1929年 - ）「第五福竜丸展示館」「ニッカウヰスキー余市会館」「鎌倉山のすまい」「ある寺の庫裡」などの代表作がある建築家。この他には「自邸」「山田氏のすまい」「資生堂ホネケーキ工場」「青森県東京事務所職員公舎」など。いとこに女優の杉葉子がいる。

## 経歴
東京都生まれ。1953年 東京大学工学部建築学科卒業。1958年 東京大学大学院数物系研究科修了。丹下研究室在籍。1959年 杉建築設計事務所設立。1970年大阪万博プレスセンター設計。1976年 第五福竜丸展示館を設計（JIA優秀建築選25年賞受賞）。1978年 ニッカウヰスキー余市会館設計（北海道建築賞、2013年度日本建築家協会賞）。1989年 下秋間 C.C クラブハウス設計。この他、国際協力事業団のモーリシャス国水産振興計画にも携わっている。